# Делибаш, Орхан
Орхан Делибаш (тур. Orhan Delibaș; род. 28 января 1971, Кайсери) — голландский и турецкий боксёр, представитель первой средней весовой категории. Выступал за сборную Нидерландов по боксу в первой половине 1990-х годов, серебряный призёр летних Олимпийских игр в Барселоне, обладатель серебряной медали чемпионата Европы, бронзовый призёр Игр доброй воли, победитель многих турниров национального и международного значения. В период 1995—2008 годов боксировал на профессиональном уровне за Турцию, дважды был претендентом на титул чемпиона Европы EBU.

## Биография
Орхан Делибаш родился 28 января 1971 года в городе Кайсери, Турция. В возрасте девяти лет вместе с матерью переехал на постоянное жительство в Нидерланды (его отец в то время уже давно проживал в Нидерландах). Проходил подготовку в боксёрском клубе города Арнем.

### Любительская карьера
Впервые заявил о себе в 1990 году, став чемпионом Нидерландов по боксу в первой средней весовой категории. Выиграл Кубок Акрополиса в Афинах, принял участие в матчевой встрече со сборной Дании, выиграв досрочно у датского боксёра Андерса Нильсона.
В 1991 году вновь одержал победу в зачёте голландского национального первенства, вошёл в основной состав голландской национальной сборной и побывал на чемпионате мира в Сиднее, где уже на предварительном этапе был остановлен немцем Торстеном Шмицем. При этом на чемпионате Европы в Гётеборге в 1/8 финала проиграл советскому боксёру Исраелу Акопкохяну. Отметился победой на международном турнире в Стокгольме.
Благодаря череде удачных выступлений удостоился права защищать честь страны на летних Олимпийских играх 1992 года в Барселоне — в категории до 71 кг благополучно прошёл троих соперников по турнирной сетке, в том числе взял верх над американцем Раулем Маркесом и британцем Робином Ридом на стадиях четвертьфиналов и полуфиналов соответственно, тогда как в решающем финальном поединке со счётом 1:6 потерпел поражение от кубинца Хуана Карлоса Лемуса, получив серебряную олимпийскую медаль.
После барселонской Олимпиады Делибаш остался в главной боксёрской команде Нидерландов и продолжил принимать участие в крупнейших международных турнирах. Так, в 1993 году он завоевал серебряную медаль на европейском первенстве в Бурсе, уступив в финале румыну Франчиску Ваштагу. На мировом первенстве в Тампере встретился с Ваштагом в четвертьфинале и вновь проиграл ему.
В 1994 году в очередной раз стал чемпионом Нидерландов по боксу, выступил на Играх доброй воли в Санкт-Петербурге, откуда привёз награду бронзового достоинства — в четвертьфинале прошёл турка Малика Бейлероглу, но в полуфинале потерпел поражение от россиянина Сергея Караваева.
В 1995 году выиграл чемпионат мира среди военнослужащих.

### Профессиональная карьера
Покинув расположение голландской национальной сборной, в сентябре 1995 года Делибаш успешно дебютировал на профессиональном уровне. Выступал на вечерах бокса в Нидерландах, США и Германии, в декабре 1996 года завоевал титул чемпиона Бенилюкса в первой средней весовой категории. В общей сложности в течение четырёх лет одержал 22 победы, не потерпев при этом ни одного поражения. Выходил на ринг под турецким флагом, представляя Турцию.
В июне 1999 года вышел боксировать с французом Мамаду Тиамом за титул чемпиона Европейского боксёрского союза (EBU), но проиграл техническим нокаутом в седьмом раунде.
В июне 2000 года предпринял ещё одну попытку выиграть чемпионский пояс EBU, встретившись с россиянином Романом Кармазиным. Проиграл в третьем раунде в связи с отказом секунданта от боя.
После достаточно длительного перерыва в 2008 году Орхан Делибаш ненадолго вернулся в профессиональный бокс и одержал две победы в Голландии над малоизвестными боксёрами. Таким образом, на профессиональном ринге он провёл 27 поединков, из которых 25 выиграл (в том числе 10 досрочно) и 2 проиграл.